# Гавріїл (князь Кахетії)
Гавріїл (Габріел) I (груз. გაბრიელი; д/н — 881) — 4-й еріставі-хорєпископ Кахетії в 861—881 роках.

## Життєпис
Походив з гардабанського шляхетського роду Донаурі, яке мало кавказоалбанське або вірменське походження. Відомостей про його діяльність обмаль. 861 року після смерті стрийка Самуїла, еріставі-хорєспикопа Кахетії, за підтримки гардабанських родів обирається кахетінським правителем.
Загалом зберігав мир з сусідами та в середині держави. Згодом вступив у суперечку з Гарбулоком, еміром Тбілісі. Причини цього є дискусійними. У військових діях не мав успіху, внаслідок чого втратив більшу частину області Гардабан. Ймовірно це стало причиною заколоту проти Гавріїла, внаслідок чого того було повалено й вбито 881 року. Новим еріставі-хорєпископом було обрано Падла Аревманелі.